# Porta di Janniscuru
La Porta di Janniscuru è l'ultima porta monumentale rimasta a difesa della città di Enna, delle 6 originariamente arroccate sulle pendici del Monte, erette per tutelare gli ingressi dell'antica città medievale di Castrogiovanni in tempo di assedio.
Le porte originarie svolgevano altresì un ruolo importante come uniche brecce delle possenti mura di cinta che fortificavano Enna, giustificandone le attribuzioni di Urbs Inexpugnabilis dei bizantini e di città imprendibile di Tito Livio. La Porta risale tuttavia a un periodo più recente, e fu innalzata durante la dominazione normanna e portarono a compimento significative opere di fortificazione in città, come il recupero del castello di Lombardia di matrice sicana, e, appunto, la costruzione della cinta muraria.
Lo stile con cui la Porta di Janniscuru si presenta oggi agli occhi del visitatore è quello di un arco romano, a tutto sesto, di parvenza massiccia e imponente. La larghezza dell'arco varia da 2 a 3 m, mentre l'altezza è superiore. Il restauro del monumento ennese, rientrante nelle opere di  riqualificazione dell'antico quartiere Fundrisi, lo ha restituito all'antico splendore.
Particolare suggestione è data inoltre dalla collocazione della Porta di Janniscuru, situata nel mezzo di una breve scalinata in pietra che discende affiancando i costoni di roccia viva, nella quale si aprono innumerevoli grotte sepolcrali risalenti al Neolitico, tra cui l'importante Grotta della Guardiola. L'area, lontana dal centro urbano sovrastante (comunque rappresentato da Fundrisi, quartiere tradizionale con tipiche viuzze strette e tortuose, poco inclini al traffico), gode dunque di una natura assai rigogliosa, e da quassù si abbraccia con lo sguardo la città vecchia, parte orientale di Enna alta.